# Kurt Klinke

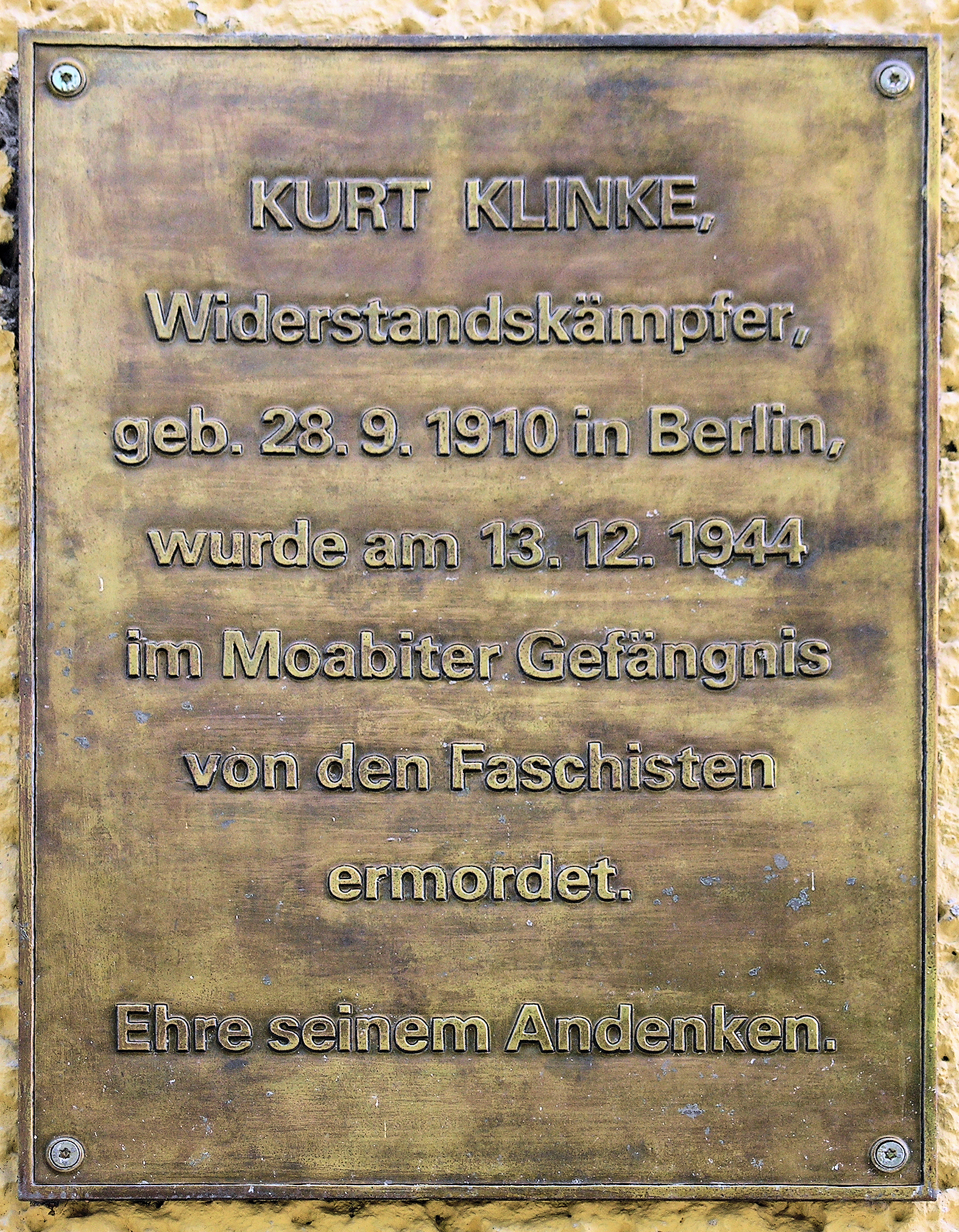
Gedenktafel in Berlin

Kurt Klinke (* 28. September 1910 in Berlin; † 13. Dezember 1944 ebenda) war ein deutscher Widerstandskämpfer gegen den Nationalsozialismus.
1925 wurde Klinke Gruppenleiter im Verband sozialistischer Kinderfreunde. 1926 wurde er Gruppenleiter in der Sozialistischen Arbeiterjugend (SAJ). 1928 machte er seinen Lehrabschluss als Ziseleur und trat dem Deutschen Metallarbeiterverband bei. 1931 wurde er Mitglied der Sozialistischen Arbeiterpartei. 1936 soll er sich der KPD angeschlossen haben.
1937 wurde Klinke Mechaniker bei der Firma Siemens, welche zu dieser Zeit vor allem Rüstungsgüter produzierte. Er war Mitglied einer illegalen Betriebszelle des Marienfelder Siemenswerkes, welche die Produktion sabotierte und politisch aktiv war. Sie verbreiteten auch Flugzettel des Nationalkomitees Freies Deutschland (NKFD).
Klinke stand auch der kommunistischen Saefkow-Jacob-Bästlein-Organisation nahe. Diese Widerstandsgruppe wurde im Juli 1944 von einem Spitzel verraten. Klinke wurde daraufhin von der Gestapo im Untersuchungsgefängnis Moabit inhaftiert, in dem er am 13. Dezember 1944 an den Folgen von Folterungen starb. Seine Ermordung kam einem Prozess wegen Hochverrats zuvor. Klinkes Leichnam wurde am 20. Dezember 1944 auf dem Parkfriedhof Marzahn beerdigt.
Klinke wohnte zusammen mit seinen Eltern (Der Vater Emil Klinke war Postangestellter) und seinen jüngeren Schwestern Frieda und Gertrud seit 1928 im Haus Strelitzer Straße 18, an dem heute eine Gedenktafel an ihn erinnert.